# Huriel
Huriel – miejscowość i gmina we Francji, w regionie Owernia-Rodan-Alpy, w departamencie Allier.

## Demografia
Według danych na rok 1990 gminę zamieszkiwało 2606 osób, a gęstość zaludnienia wynosiła 75 osób/km². W styczniu 2015 r. Huriel zamieszkiwało 2718 osób, przy gęstości zaludnienia wynoszącej 78,2 osób/km².

## Zabytki
- donżon zbudowany w stylu romańskim około roku 1070[1] na zlecenie Humbauda d'Huriel.